# Anne-Marie Schmitt
Anne-Marie Schmitt, née le 23 janvier 1989, est une coureuse cycliste luxembourgeoise.

## Palmarès

### Par année
- 2006
  -  Championne du Luxembourg sur route
  - Berlare
  - 2e du championnat du Luxembourg sur route
- 2007
  -  Médaillée d'argent du championnat d'Europe du contre-la-montre juniors
  - 2e du championnat du Luxembourg sur route
  - 2e du championnat du Luxembourg de contre-la-montre
- 2008
  - Grand Prix Möbel Alvisse (cyclo-cross)
  - Differdange (cyclo-cross)
  - 3e du championnat du Luxembourg de contre-la-montre
- 2009
  - Grand Prix Möbel Alvisse (cyclo-cross)
  - 2e du championnat du Luxembourg de contre-la-montre
  - 3e du championnat du Luxembourg sur route
- 2010
  - 2e du championnat du Luxembourg de contre-la-montre
  - 2e du championnat du Luxembourg de cyclo-cross
- 2011
  - 2e du championnat du Luxembourg de contre-la-montre
  - 3e du championnat du Luxembourg sur route
- 2012
  - 2e du championnat du Luxembourg de contre-la-montre
  - 3e du championnat du Luxembourg sur route